# Listă de filme britanice din 1956
Aceasta este o listă de filme britanice din 1956:

## Lista
| Titlu                                 | Regizor                            | Distribuție                                                                  | Gen                 | Note                                                    |
| ------------------------------------- | ---------------------------------- | ---------------------------------------------------------------------------- | ------------------- | ------------------------------------------------------- |
| 1984                                  | Michael Anderson                   | Edmond O'Brien, Michael Redgrave                                             | Science-fiction     |                                                         |
| Assignment Redhead                    | Maclean Rogers                     | Richard Denning, Carole Mathews                                              | Crime               |                                                         |
| The Baby and the Battleship           | Jay Lewis                          | John Mills, Richard Attenborough                                             | Comedy              |                                                         |
| The Battle of the River Plate         | Michael Powell, Emeric Pressburger | John Gregson, Anthony Quayle                                                 | World War II        |                                                         |
| Behind the Headlines                  | Charles Saunders                   | Paul Carpenter, Adrienne Corri                                               | Crime               |                                                         |
| The Bespoke Overcoat                  | Jack Clayton                       | Alfie Bass, Alan Tilvern                                                     | Drama               | Short film                                              |
| Bhowani Junction                      | George Cukor                       | Ava Gardner, Stewart Granger, Bill Travers                                   | Adventure           |                                                         |
| The Black Tent                        | Brian Desmond Hurst                | Donald Sinden, Anthony Steel                                                 | War                 |                                                         |
| Bond of Fear                          | Henry Cass                         | Dermot Walsh, Jane Barrett, John Colicos                                     | Drama               | [ 1 ]                                                   |
| The Case of the Mukkinese Battle Horn | Joseph Sterling                    | Peter Sellers, Spike Milligan                                                | Comedy              | Short film                                              |
| Charley Moon                          | Guy Hamilton                       | Max Bygraves, Dennis Price                                                   | Musical             |                                                         |
| Checkpoint                            | Ralph Thomas                       | Anthony Steel, Stanley Baker                                                 | Drama               |                                                         |
| Child in the House                    | Cy Endfield, Charles De la Tour    | Phyllis Calvert, Eric Portman                                                | Drama               |                                                         |
| Cloak Without Dagger                  | Joseph Sterling                    | Philip Friend, Mary Mackenzie, Leslie Dwyer                                  | Thriller            |                                                         |
| Doublecross                           | Anthony Squire                     | Donald Houston, Fay Compton                                                  | Thriller            |                                                         |
| Dry Rot                               | Maurice Elvey                      | Ronald Shiner, Brian Rix                                                     | Comedy              |                                                         |
| The Extra Day                         | William Fairchild                  | Richard Basehart, Simone Simon                                               | Comedy/drama        |                                                         |
| Eyewitness                            | Muriel Box                         | Donald Sinden, Muriel Pavlow                                                 | Thriller            |                                                         |
| The Feminine Touch                    | Pat Jackson                        | George Baker, Belinda Lee                                                    | Drama               |                                                         |
| Find the Lady                         | Charles Saunders                   | Donald Houston, Beverley Brooks, Mervyn Johns                                | Comedy              |                                                         |
| Fire Maidens from Outer Space         | Cy Roth                            | Anthony Dexter, Susan Shaw                                                   | Science-fiction     |                                                         |
| The Gamma People                      | John Gilling                       | Paul Douglas, Eva Bartok, Leslie Phillips                                    | Science-fiction     |                                                         |
| The Gelignite Gang                    | Terence Fisher                     | Wayne Morris, Sandra Dorne                                                   | Crime               |                                                         |
| The Green Man                         | Sidney Gilliat                     | Alastair Sim, George Cole                                                    | Comedy/drama        |                                                         |
| High Terrace                          | Henry Cass                         | Dale Robertson, Lois Maxwell, Derek Bond, Eric Pohlmann                      | Mystery             |                                                         |
| A Hill in Korea                       | Julian Amyes                       | George Baker, Harry Andrews                                                  | Korean War          |                                                         |
| The Hostage                           | Harold Huth                        | Ron Randell, Mary Parker                                                     | Thriller            |                                                         |
| House of Secrets                      | Guy Green                          | Michael Craig, Eric Pohlmann                                                 | Crime               |                                                         |
| The Intimate Stranger                 | Richard Basehart                   | Mary Murphy, Constance Cummings, Roger Livesey                               | Drama               |                                                         |
| The Iron Petticoat                    | Ralph Thomas                       | Bob Hope, Katharine Hepburn                                                  | Comedy              |                                                         |
| It's Great to Be Young                | Cyril Frankel                      | John Mills, Cecil Parker                                                     | Comedy/musical      |                                                         |
| It's Never Too Late                   | Michael McCarthy                   | Phyllis Calvert, Patrick Barr                                                | Comedy              |                                                         |
| It's a Wonderful World                | Val Guest                          | George Cole, Terence Morgan, Kathleen Harrison                               | Musical             |                                                         |
| Jacqueline                            | Roy Ward Baker                     | John Gregson, Kathleen Ryan                                                  | Drama               |                                                         |
| Johnny, You're Wanted                 | Vernon Sewell                      | John Slater, Garry Marsh                                                     | Crime               |                                                         |
| Jumping for Joy                       | John Paddy Carstairs               | Frankie Howerd, Stanley Holloway                                             | Comedy              |                                                         |
| Keep It Clean                         | David Paltenghi                    | Ronald Shiner, Joan Sims                                                     | Comedy              |                                                         |
| The Last Man to Hang?                 | Terence Fisher                     | Tom Conway, Elizabeth Sellars                                                | Crime               |                                                         |
| The Long Arm                          | Charles Frend                      | Jack Hawkins, John Stratton                                                  | Crime               | Entered into the 6th Berlin International Film Festival |
| Loser Takes All                       | Ken Annakin                        | Glynis Johns, Rossano Brazzi, Robert Morley                                  | Comedy              |                                                         |
| Lost                                  | Guy Green                          | David Farrar, David Knight                                                   | Thriller            |                                                         |
| The Man Who Never Was                 | Ronald Neame                       | Clifton Webb, Ewen Montagu, Gloria Grahame                                   | World War II        |                                                         |
| The March Hare                        | George More O'Ferrall              | Peggy Cummins, Terence Morgan                                                | Comedy              |                                                         |
| My Teenage Daughter                   | Herbert Wilcox                     | Anna Neagle, Sylvia Syms                                                     | Drama               |                                                         |
| My Wife's Family                      | Gilbert Gunn                       | Ted Ray, Greta Gynt                                                          | Comedy              |                                                         |
| Not So Dusty                          | Maclean Rogers                     | Bill Owen, Leslie Dwyer                                                      | Comedy              |                                                         |
| Now and Forever                       | Mario Zampi                        | Janette Scott, Kay Walsh                                                     | Drama               |                                                         |
| Odongo                                | John Gilling                       | Rhonda Fleming, Juma                                                         | African adventure   |                                                         |
| Pacific Destiny                       | Wolf Rilla                         | Denholm Elliott, Susan Stephen                                               | Drama               |                                                         |
| Port Afrique                          | Rudolph Maté                       | Pier Angeli, Philip Carey                                                    | Drama               |                                                         |
| Port of Escape                        | Tony Young                         | Googie Withers, John McCallum                                                | Thriller            |                                                         |
| Portrait of Alison                    | Guy Green                          | Robert Beatty, Terry Moore                                                   | Crime               | Also known as Postmark for Danger                       |
| Private's Progress                    | John Boulting                      | Ian Carmichael, Richard Attenborough, Dennis Price                           | Comedy              |                                                         |
| Ramsbottom Rides Again                | John Baxter                        | Arthur Askey, Glenn Melvyn                                                   | Comedy/western      |                                                         |
| Reach for the Sky                     | Lewis Gilbert                      | Kenneth More, Muriel Pavlow                                                  | Biopic/World War II |                                                         |
| Safari                                | Terence Young                      | Victor Mature, Janet Leigh                                                   | African adventure   |                                                         |
| Sailor Beware!                        | Gordon Parry                       | Peggy Mount, Shirley Eaton                                                   | Comedy              |                                                         |
| Satellite in the Sky                  | John Dickson                       | Kieron Moore, Lois Maxwell                                                   | Science-fiction     |                                                         |
| The Secret Tent                       | Don Chaffey                        | Donald Gray, Andree Melly                                                    | Crime               |                                                         |
| Seven Years in Tibet                  | Hans Nieter                        |                                                                              | Documentary         | Entered into the 1956 Cannes Film Festival              |
| The Silken Affair                     | Roy Kellino                        | David Niven, Geneviève Page                                                  | Comedy              |                                                         |
| Soho Incident                         | Vernon Sewell                      | Faith Domergue, Lee Patterson                                                | Crime               | Also known as Spin a Dark Web                           |
| The Spanish Gardener                  | Philip Leacock                     | Dirk Bogarde, Jon Whiteley, Michael Hordern                                  | Drama               | Entered into the 7th Berlin International Film Festival |
| Stars in Your Eyes                    | Maurice Elvey                      | Nat Jackley, Patricia Kirkwood                                               | Musical             |                                                         |
| Three Men in a Boat                   | Ken Annakin                        | Laurence Harvey, Jimmy Edwards, David Tomlinson, Shirley Eaton, Lisa Gastoni | Comedy              |                                                         |
| Thunderstorm                          | John Guillermin                    | Carlos Thompson, Linda Christian                                             | Drama               |                                                         |
| Tiger in the Smoke                    | Roy Ward Baker                     | Donald Sinden, Muriel Pavlow                                                 | Crime               |                                                         |
| Together                              | Lorenza Mazzetti                   | Michael Andrews, Eduardo Paolozzi                                            | Free Cinema         |                                                         |
| Tons of Trouble                       | Leslie S. Hiscott                  | Richard Hearne, William Hartnell                                             | Comedy              |                                                         |
| A Touch of the Sun                    | Gordon Parry                       | Frankie Howerd, Ruby Murray                                                  | Comedy              |                                                         |
| A Town Like Alice                     | Jack Lee                           | Virginia McKenna, Peter Finch                                                | Romance/drama       |                                                         |
| Who Done It?                          | Basil Dearden                      | Benny Hill, Belinda Lee, David Kossoff                                       | Comedy              |                                                         |
| Wicked as They Come                   | Ken Hughes                         | Arlene Dahl, Philip Carey                                                    | Crime               |                                                         |
| Women Without Men                     | Elmo Williams, Herbert Glazer      | Joan Rice, Gordon Jackson                                                    | Crime               |                                                         |
| X the Unknown                         | Leslie Norman                      | Dean Jagger, Edward Chapman                                                  | Sci-fi              |                                                         |
| Yield to the Night                    | J. Lee Thompson                    | Diana Dors, Yvonne Mitchell, Michael Craig                                   | Drama               |                                                         |
| Zarak                                 | Terence Young                      | Victor Mature, Anita Ekberg                                                  | Adventure           |                                                         |